# Markea coccinea
Markea coccinea là loài thực vật có hoa trong họ Cà. Loài này được Rich. mô tả khoa học đầu tiên năm 1792.